# Just Squeeze Me (But Please Don’t Tease Me)
Just Squeeze Me (But Please Don’t Tease Me) ist eine Jazzkomposition, die Duke Ellington zunächst unter dem Titel Subtle Slough komponierte und 1941 erstmals veröffentlichte. Lee Gaines schrieb einen Liedtext zur Melodie, die in späteren Jahren zu einem populären Jazzstandard wurde.

## Hintergrund
Der Titel, der auf einer 32-taktigen Liedform AABA aufbaut, entstand bei den Vorbereitungen für die afroamerikanische Revue Jump for Joy, die 1941 in Los Angeles gespielt wurde. Dabei traten neben dem Duke Ellington Orchestra Vokalisten wie Dorothy Dandridge, Ivie Anderson, Herb Jeffries und Big Joe Turner auf. Zu den Songs der Show, die am 10. Juli 1941 im Mayan Theatre Premiere hatte, gehörten I Got It Bad and That Ain’t Good, Take the “A” Train, Rocks in My Bed und die Instrumentalnummer Subtle Slough, zu der in dem Theaterstück die Charaktere Pot, Pan und Skillet tanzten. Ellington ließ das Urheberrecht an dem Titel  Subtle Slough erst 1945 eintragen, und erst im folgenden Jahr ergänzte Lee Gaines den Liedtext, worauf die Komposition in Just Squeeze Me, but Please Don’t Tease Me umbenannt wurde.
Im Umkreis von Ellington nahm Rex Stewart bereits am 3. Juli 1941 mit seinem Orchester (den „Ellingtonians“) „Subtle Slough“ für das Label Bluebird auf; der Song  wurde auch bei Konzerten des Duke Ellington Orchestra 1943–46 in Los Angeles gespielt und für den Rundfunk mitgeschnitten. Im Studio wurde der Song unter seinem späteren Titel erstmals vom André Previn Trio (mit Irving Ashby und Red Callender) für das lokale Sunset-Label am 25. März 1946, von Ellingtons Orchester mit Ray Nance als Sänger für Victor Records am 9. Juli 1946 aufgenommen (Victor 20-1992), dem jedoch kein Charterfolg gelang. Anders die Coverversion von Paul Weston and His Orchestra mit dem Sänger Matt Dennis (Capitol Records), die es am 28. Dezember 1946 für vier Wochen in die amerikanischen Hitparaden schaffte und auf #21 gelangte. Dies schafften 1952 die Vokalband The Four Aces erneut (#20).
Die Melodie des Titels ist swingend, dem schnellen Tempo angepasst Lee Gaines’ einfacher, stakkatohafter Songtext. Just Squeeze Me ist sowohl ein Flehen um Liebe als auch ein Bekenntnis zur Liebe in Abwesenheit der geliebten Person:
| I’m in the mood to let you know I never knew I loved you so Please say, you love me too | When I get this feeling I’m in ecstasy So squeeze me But don’t tease me. |

## Erste Aufnahmen und spätere Coverversionen
Zu den Musikern, die den Song bereits in den späten 1940er-Jahren coverten, gehörten Benny Goodman, Hubert Rostaing und die Swedish Jazz All Stars (u. a. Putte Wickman, Arne Domnerus, Alice Babs). Der Diskograf Tom Lord listet im Bereich des Jazz insgesamt 733 (Stand 2016) Coverversionen, unter denen die Aufnahmen von Harry Allen, Harold Ashby, Ella Fitzgerald, Major Holley/Jay McShann, Barbara Lea, Peggy Lee, Junior Mance, Jane Monheit, Mark Murphy, Lou Rawls, Duke Robillard/Herb Ellis, Carol Sloane,  Tierney Sutton, Clark Terry und Warren Vaché hervorzuheben sind. Auch Pop, Soul- und R&B-Vokalisten wie  Janis Martin (1957), Gloria Lynne (1958), Joanie Sommers (1960), Jo Stafford/Johnny Mandel (1960), Marvin Gaye/Mary Wells (1964) coverten den Titel.